# Stanisław Gałęzowski
Stanisław Gałęzowski ps. „Chocimski” (ur. 1903, zm. maj 1945 w Sandbostel) – polski architekt, uczestnik powstania warszawskiego.

## Życiorys
Syn Józefa (1877-1963), także architekta. Absolwent Wydziału Architektury Politechniki Warszawskiej w 1935 roku.
W 1932 roku otrzymał II nagrodę za projekt konkursowy domu mieszkalnego przy ul. Suchej w Warszawie (wraz z S. Połujanem i J. Wierzbickim). Współautor z Jerzym Pańkowskim powstałego w latach 1936-37 budynku Banku Gospodarstwa Krajowego w Wilnie. Projektant architektury sakralnej, m.in. kościół św. Teresy od Dzieciątka Jezus w Radomiu, kościół Najświętszej Maryi Panny Królowej Polski w Tarnowie.
Uczestniczył w powstaniu warszawskim w randze podporucznika. Walczył w 1. kompanii saperów batalionu „Iwo”, Podobwód „Sławbor” - I Obwód „Radwan”. Trafił do niewoli niemieckiej.